# Коскі-Другі
Коскі-Другі (пол. Koski Drugie) — село в Польщі, у гміні Панки Клобуцького повіту Сілезького воєводства.
У 1975-1998 роках село належало до Ченстоховського воєводства.